# Charlyn Corral
Verónica Charlyn Corral Ang (Acolman, 11 settembre 1991) è una calciatrice messicana, attaccante del Pachuca e della nazionale messicana.
È sorella minore di George, anch'egli calciatore, di ruolo difensore.

## Carriera

### Club
Dopo aver giocato in Messico nel Borregos Salvajes, si trasferisce per motivi di studio negli Stati Uniti d'America dove frequenta l'Università di Louisville e viene inserita in rosa nella formazione di calcio femminile universitario delle Louisville Cardinals.
Nel 2014 sceglie di trasferirsi in Europa sottoscrivendo un contratto con il Merilappi United, società finlandese neopromossa in Naisten Liiga, livello di vertice del campionato nazionale. Con la società di Kemi gioca due stagioni, concludendo la sua avventura finlandese a termine 2015.
Durante il calciomercato invernale decide di trasferirsi in Spagna, accasandosi al Levante per giocare in Primera División, massimo livello del campionato spagnolo. Alla sua seconda stagione, la 2015-2016, con 22 reti sigliate in 30 incontri di campionato, Corral si laurea seconda migliore marcatrice del torneo, solamente a due lunghezze da Jennifer Hermoso del Barcellona.
Al termine della stagione 2017-2018 ha vinto il titolo di migliore marcatrice della Primera División Femenina con 24 reti realizzate nel corso del campionato.

### Nazionale
Ha debuttato in nazionale nel 2008, partecipando da allora a due Mondiali, nel 2011 e nel 2015.

## Palmarès

### Nazionale
- Oro ai Giochi panamericani: 1

Cile 2023

### Individuale
- Capocannoniere del campionato spagnolo: 1

2017-2018 (24 reti)
- Miglior marcatore dell'anno solare IFFHS: 1

2024
- Miglior marcatore di massima divisione dell'anno IFFHS: 2

2023, 2024